# In Extremo Gold
Gold je studiové album od německé kapely In Extremo.

## Seznam skladeb
1. „Intro - Ecce Rex Bandary“ - 8:00
2. „Pavane“ - 2:50
3. „Schaf Öda Nix Schaf“ - 3:12
4. „Touridon“ - 4:29
5. „Neva Ceng i Harbe“ - 3:00
6. „Für Bo“ - 2:36
7. „Quant Je Sui Mis Au Retour“ - 2:53
8. „Neunerle“ - 2:58
9. „Lulap / Como Poden“ - 5:37
10. „Villeman Og Magnhild“ - 3:32